# 3 Nations Cup
De 3 Nations Cup (voorheen: Benelux Cup) is een jaarlijks terugkerend regelmatigheidscriterium in het mountainbiken, gehouden in drie verschillende landen.
De oorspronkelijke Benelux Cup bestond al in het verleden, maar in 2010 besliste de KBWB en de KNWU met het initiatief te stoppen. Hierna werden aparte wedstrijden opgericht, de Belgian MTB Grand Prix en de MTB Topcompetitie. Aanvankelijk liep dit goed, maar eind 2014 werd dan toch beslist om de Benelux Cup her in te richten. Dit zou het mountainbiken in de Benelux moeten doen heropleven.
De wedstrijd telt 8 manches verspreid over de gehele Benelux tussen april en september. Vele manches zijn gebaseerd op bestaande MTB-wedstrijden, zoals de Roc d'Ardenne en de Stappenbelt MTB Trophy.

## Edities

### 2015
| Mannen  | Nr. | Datum        | Plaats           | Goud                  | Zilver                  | Brons                 | Leider          |
| ------- | --- | ------------ | ---------------- | --------------------- | ----------------------- | --------------------- | --------------- |
| Mannen  | 1   | 6 april      | Nieuwkuijk       | Bart De Vocht         | Michiel van der Heijden | Hans Becking          | Bart De Vocht   |
| Mannen  | 2   | 2 mei        | Houffalize       | Bart De Vocht         | David Rosa              | Hans Becking          | Bart De Vocht   |
| Mannen  | 3   | 10 mei       | Érezée           | Bart De Vocht         | Sébastien Carabin       | Kevin Panhuyzen       | Bart De Vocht   |
| Mannen  | 4   | 7 juni       | Eupen            | Sébastien Carabin     | Frank Beemer            | Kevin Van Hoovels     | Bart De Vocht   |
| Mannen  | 5   | 12 juli      | Alzingen         | Jonas De Backer       | Sébastien Carabin       | Niels Wubben          | Bart De Vocht   |
| Mannen  | 6   | 23 augustus  | Landgraaf        | Markus Schulte Lünzüm | Thijs Zuurbier          | Bas Peters            | Jeroen Boelen   |
| Mannen  | 7   | 20 september | Esch-sur-Alzette | Bart De Vocht         | Jonas De Backer         | Joris Massaer         | Bart De Vocht   |
| Vrouwen | Nr. | Datum        | Plaats           | Goud                  | Zilver                  | Brons                 | Leider          |
| Vrouwen | 1   | 6 april      | Nieuwkuijk       | Marianne Vos          | Anne Terpstra           | Annemarie Worst       | Marianne Vos    |
| Vrouwen | 2   | 2 mei        | Houffalize       | Kathrin Stirnemann    | Anne Terpstra           | Laura Metzler         | Anne Terpstra   |
| Vrouwen | 3   | 10 mei       | Érezée           | Githa Michiels        | Annemarie Worst         | Britt van den Boogert | Annemarie Worst |
| Vrouwen | 4   | 7 juni       | Eupen            | Githa Michiels        | Alice Pirard            | Annemarie Worst       | Annemarie Worst |
| Vrouwen | 5   | 12 juli      | Alzingen         | Annemarie Worst       | Anne Tauber             | Lizzy Witlox          | Annemarie Worst |
| Vrouwen | 6   | 23 augustus  | Landgraaf        | Annemarie Worst       | Alicia Franck           | Sophie von Berswordt  | Annemarie Worst |
| Vrouwen | 7   | 20 september | Esch-sur-Alzette | Alicia Franck         | Annemarie Worst         | Britt van den Boogert | Annemarie Worst |

### 2016
| Mannen  | Nr. | Datum        | Plaats           | Goud                 | Zilver                | Brons                 | Leider               |
| ------- | --- | ------------ | ---------------- | -------------------- | --------------------- | --------------------- | -------------------- |
| Mannen  | 1   | 10 april     | Beringen         | Mathieu van der Poel | Jens Schuermans       | Sébastien Carabin     | Mathieu van der Poel |
| Mannen  | 2   | 5 juni       | Eupen            | Jonas De Backer      | Jeff Luyten           | Frank Beemer          | Jonas De Backer      |
| Mannen  | 3   | 26 juni      | Landgraaf        | Jonas De Backer      | Ruben Scheire         | Hans Becking          | Jonas De Backer      |
| Mannen  | 4   | 31 juli      | Houffalize       | Kevin Panhuyzen      | Hans Becking          | Frank Beemer          | Frank Beemer         |
| Mannen  | 5   | 28 augustus  | Zoetermeer       | Sébastien Carabin    | Ruben Scheire         | Milan Vader           | Frank Beemer         |
| Mannen  | 6   | 19 september | Esch-sur-Alzette | Erik Groen           | Frank Beemer          | Kevin Van Hoovels     | Frank Beemer         |
| Mannen  | 7   | 25 september | Sittard-Geleen   | Milan Vader          | Sébastien Carabin     | Erik Groen            | Frank Beemer         |
| Vrouwen | Nr. | Datum        | Plaats           | Goud                 | Zilver                | Brons                 | Leider               |
| Vrouwen | 1   | 10 april     | Beringen         | Githa Michiels       | Alice Pirard          | Annemarie Worst       | Githa Michiels       |
| Vrouwen | 2   | 5 juni       | Eupen            | Githa Michiels       | Britt Van Den Boogert | Alicia Franck         | Githa Michiels       |
| Vrouwen | 3   | 26 juni      | Landgraaf        | Annemarie Worst      | Denise Betsema        | Sophie von Berswordt  | Annemarie Worst      |
| Vrouwen | 4   | 31 juli      | Houffalize       | Annemarie Worst      | Alice Pirard          | Britt Van Den Boogert | Annemarie Worst      |
| Vrouwen | 5   | 28 augustus  | Zoetermeer       | Anne Terpstra        | Annemarie Worst       | Sophie von Berswordt  | Annemarie Worst      |
| Vrouwen | 6   | 19 september | Esch-sur-Alzette | Annemarie Worst      | Sophie von Berswordt  | Britt Van Den Boogert | Annemarie Worst      |
| Vrouwen | 7   | 25 september | Sittard-Geleen   | Annemarie Worst      | Denise Betsema        | Lotte Koopmans        | Annemarie Worst      |

### 2017
| Mannen  | Nr. | Datum        | Plaats      | Goud                           | Zilver                  | Brons                 | Leider          |
| ------- | --- | ------------ | ----------- | ------------------------------ | ----------------------- | --------------------- | --------------- |
| Mannen  | 1   | 9 april      | Beringen    | Jens Schuermans                | Kevin Panhuyzen         | David Nordemann       | Jens Schuermans |
| Mannen  | 2   | 17 april     | Nieuwkuijk  | Bart De Vocht                  | Michiel van der Heijden | Milan Vader           |                 |
| Mannen  | 3   | 21 mei       | Eupen       | Quinten Hermans                | Nick De Vries           | Sander Elen           | Nick De Vries   |
| Mannen  | 4   | 30 juli      | Houffalize  | Bart De Vocht                  | Sébastien Carabin       | Axel Zingle           |                 |
| Mannen  | 5   | 20 augustus  | Kluisbergen | Kevin Pauwels                  | Hans Becking            | Markus Schulte-Lünzum |                 |
| Mannen  | 6   | 27 augustus  | Zoetermeer  | Sébastien Carabin              | Nick Vanpol             | Erik Groen            |                 |
| Mannen  | 7   | 24 september | Sittard     | Milan Vader                    | Bart De Vocht           | Hans Becking          | Erik Groen      |
| Vrouwen | Nr. | Datum        | Plaats      | Goud                           | Zilver                  | Brons                 | Leider          |
| Vrouwen | 1   | 9 april      | Beringen    | Githa Michiels                 | Audrey Menut            | Annemarie Worst       | Githa Michiels  |
| Vrouwen | 2   | 17 april     | Nieuwkuijk  | Anne Terpstra                  | Denise Betsema          | Kiki van Asselt       |                 |
| Vrouwen | 3   | 21 mei       | Eupen       | Laura Valentina Abril Restrepo | Denise Betsema          | Kiki van Asselt       |                 |
| Vrouwen | 4   | 30 juli      | Houffalize  | Alice Pirard                   | Aurélia Perry           | Denise Betsema        |                 |
| Vrouwen | 5   | 20 augustus  | Kluisbergen | Sophie von Berswordt           | Alice Pirard            | Maaike de Heij        |                 |
| Vrouwen | 6   | 27 augustus  | Zoetermeer  | Sophie von Berswordt           | Denise Betsema          | Maaike De Heij        |                 |
| Vrouwen | 7   | 24 september | Sittard     | Isla Short                     | Denise Betsema          | Lotte Koopmans        | Denise Betsema  |

### 2018
| Mannen  | Nr. | Datum        | Plaats      | Goud                 | Zilver                | Brons             | Leider |
| ------- | --- | ------------ | ----------- | -------------------- | --------------------- | ----------------- | ------ |
| Mannen  | 1   | 8 april      | Beringen    | Pierre De Froidmont  | Jens Schuermans       | Ruben Scheire     |        |
| Mannen  | 2   | 15 april     | Saalhausen  | Ruben Scheire        | Ben Zwiehoff          | Marc Bouwmeester  |        |
| Mannen  | 3   | 22 april     | Solingen    | Ben Zwiehoff         | Pierre De Froidmont   | Erik Groen        |        |
| Mannen  | 4   | 6 mei        | Eupen       | Milan Vader          | Ruben Scheire         | Marc Bouwmeester  |        |
| Mannen  | 5   | 3 juni       | Érezée      | Pierre De Froidmont  | Nick Vanpol           | David Nordemann   |        |
| Mannen  | 6   | 10 juni      | Wetter      | David Nordemann      | Wolfram Kurschat      | Kevin Panhuyzen   |        |
| Mannen  | 7   | 24 juni      | Spaarnwoude | Milan Vader          | Ben Zwiehoff          | Marc Bouwmeester  |        |
| Mannen  | 8   | 1 juli       | Houffalize  | Milan Vader          | Markus Schulte-Lünzum | Hugo Drechou      |        |
| Mannen  | 9   | 26 augustus  | Zoetermeer  | Marc Bouwmeester     | Daan Soete            | Sébastien Carabin |        |
| Mannen  | 10  | 16 september | Sittard     | Anton Cooper         | Milan Vader           | Kevin Panhuyzen   |        |
| Vrouwen | Nr. | Datum        | Plaats      | Goud                 | Zilver                | Brons             | Leider |
| Vrouwen | 1   | 8 april      | Beringen    | Sabrina Enaux        | Lucie Urruty          | Nina Benz         |        |
| Vrouwen | 2   | 15 april     | Saalhausen  | Elisabeth Brandau    | Sophie von Berswordt  | Anne Terpstra     |        |
| Vrouwen | 3   | 22 april     | Solingen    | Hanna Klein          | Emeline Detilleux     | Kiki van Asselt   |        |
| Vrouwen | 4   | 6 mei        | Eupen       | Anne Tauber          | Fabienne Schaus       | Lotte Koopmans    |        |
| Vrouwen | 5   | 3 juni       | Érezée      | Lotte Koopmans       | Aniek van Alphen      | Alice Pirard      |        |
| Vrouwen | 6   | 10 juni      | Wetter      | Aniek van Alphen     | Nina Kuderle          | Hannah Van Boven  |        |
| Vrouwen | 7   | 24 juni      | Spaarnwoude | Sophie von Berswordt | Lotte Koopmans        | Annemarie Worst   |        |
| Vrouwen | 8   | 1 juli       | Houffalize  | Anne Terpstra        | Sophie von Berswordt  | Perrine Clauzel   |        |
| Vrouwen | 9   | 26 augustus  | Zoetermeer  | Hannah van Boven     | Manon Bakker          | Inge Roggeman     |        |
| Vrouwen | 10  | 16 september | Sittard     | Sophie von Berswordt | Fabienne Schaus       | Isla Short        |        |

### 2019
| Mannen  | Nr. | Datum        | Plaats      | Goud                | Zilver                     | Brons                 | Leider         |
| ------- | --- | ------------ | ----------- | ------------------- | -------------------------- | --------------------- | -------------- |
| Mannen  | 1   | 31 Maart     | Solingen    | Martin Fanger       | Markus Schulte-Lünzum      | Tim van Dijke         |                |
| Mannen  | 2   | 7 april      | Beringen    | Jens Schuermans     | Markus Schulte-Lünzum      | Ben Zwiehoff          |                |
| Mannen  | 3   | 14 april     | Saalhausen  | Maximilian Brandl   | Ben Zwiehoff               | David Nordemann       |                |
| Mannen  | 4   | 23 juni      | Spaarnwoude | Mick van Dijke      | Erik Groen                 | Marten Haitjema       |                |
| Mannen  | 5   | 30 juni      | Houffalize  | Milan Vader         | Kevin Panhuyzen            | Martin Fanger         |                |
| Mannen  | 6   | 7 juli       | Apeldoorn   | Mick van Dijke      | Erik Groen                 | Niels Van de Putte    |                |
| Mannen  | 7   | 25 augustus  | Zoetermeer  | Pierre De Froidmont | Nick Vanpol                | Christopher Rothwell  |                |
| Mannen  | 8   | 15 september | Wetter      | Jens Schuermans     | Ben Zwiehoff               | Markus Schulte-Lünzum | Mick van Dijke |
| Vrouwen | Nr. | Datum        | Plaats      | Goud                | Zilver                     | Brons                 | Leider         |
| Vrouwen | 1   | 31 Maart     | Solingen    | Kim Anika Ames      | Nina Benz                  | Lotte Koopmans        |                |
| Vrouwen | 2   | 7 april      | Beringen    | Githa Michiels      | Lotte Koopmans             | Lucie Urruty          |                |
| Vrouwen | 3   | 14 april     | Saalhausen  | Nina Benz           | Githa Michiels             | Hanna Klein           |                |
| Vrouwen | 4   | 23 juni      | Spaarnwoude | Lotte Koopmans      | Aniek van Alphen           | Marquerite De Neve    |                |
| Vrouwen | 5   | 30 juni      | Houffalize  | Lotte Koopmans      | Ceylin del Carmen Alvarado | Emeline Detilleux     |                |
| Vrouwen | 6   | 7 juli       | Apeldoorn   | Annemarie Worst     | Ceylin del Carmen Alvarado | Geerte Hoeke          |                |
| Vrouwen | 7   | 25 augustus  | Zoetermeer  | Lotte Koopmans      | Hannah van Boven           | Romana Carfora        |                |
| Vrouwen | 8   | 15 september | Wetter      | Lotte Koopmans      | Cherie Redecker            | Emma Blömmeke         | Lotte Koopmans |

### 2020
| Mannen  | Nr. | Datum        | Plaats      | Goud                   | Zilver               | Brons          | Leider |
| ------- | --- | ------------ | ----------- | ---------------------- | -------------------- | -------------- | ------ |
| Mannen  | 1   | 30 augustus  | Beringen    | Titouan Carod          | Jordan Sarrou        | Joshua Dubau   |        |
| Mannen  | 2   | 13 September | Spaarnwoude | Milan Vader            | Erno McCrae          | Sam De Nijs    |        |
| Mannen  | 3   | 20 september | Wijster     | Pierre De Froidmont    | Kevin Panhuyzen      | Arne Janssens  |        |
| Vrouwen | Nr. | Datum        | Plaats      | Goud                   | Zilver               | Brons          | Leider |
| Vrouwen | 1   | 30 augustus  | Beringen    | Pauline Ferrand-Prévot | Sophie von Berswordt | Anne Tauber    |        |
| Vrouwen | 2   | 13 September | Spaarnwoude | Sophie von Berswordt   | Sofie Pedersen       | Anne Tauber    |        |
| Vrouwen | 3   | 20 september | Wijster     | Anne Tauber            | Mariske Strauss      | Lotte Koopmans |        |

### 2021
| Mannen  | Nr. | Datum   | Plaats      | Goud           | Zilver              | Brons               | Leider              |
| ------- | --- | ------- | ----------- | -------------- | ------------------- | ------------------- | ------------------- |
| Mannen  | 1   | 11 juli | Spaarnwoude | Milan Vader    | Pierre De Froidmont | Jens Adams          | Milan Vader         |
| Mannen  | 2   | 18 juli | Beringen    | Daan Soete     | Pierre De Froidmont | David Nordeman      | Pierre De Froidmont |
| Mannen  | 3   | 25 juli | Wijster     | Daan Soete     | Erno McCrae         | Pierre De Froidmont | Pierre De Froidmont |
| Vrouwen | Nr. | Datum   | Plaats      | Goud           | Zilver              | Brons               | Leider              |
| Vrouwen | 1   | 11 juli | Spaarnwoude | Puck Pieterse  | Lotte Koopmans      | Denise Betsema      | Puck Pieterse       |
| Vrouwen | 2   | 18 juli | Beringen    | Lotte Koopmans | Puck Pieterse       | Emeline Detilleux   | Puck Pieterse       |
| Vrouwen | 3   | 25 juli | Wijster     | Puck Pieterse  | Emeline Detilleux   | Alicia Franck       | Puck Pieterse       |

### 2022
| Mannen  | Nr. | Datum        | Plaats     | Goud              | Zilver                     | Brons                | Leider           |
| ------- | --- | ------------ | ---------- | ----------------- | -------------------------- | -------------------- | ---------------- |
| Mannen  | 1   | 17 april     | Oldenzaal  | Chris van Dijk    | Tom Schellekens            | Frits Biesterbos     | Chris van Dijk   |
| Mannen  | 2   | 1 mei        | Wijster    | Samual Gaze       | Jarne vandersteen          | Jens Schuermans      | Chris van Dijk   |
| Mannen  | 3   | 15 mei       | Eupen      | Niels Derveaux    | Kevin Panhuyzen            | Hugo Boulanger       | Gerrit Rosenkran |
| Mannen  | 4   | 22 mei       | Saalhausen | David List        | Niklas Schehl              | Lennard-Jan Krayer   | Ian Schumacher   |
| Mannen  | 5   | 6 juni       | Genk       | Jens Adams        | Niels Derveaux             | Jarne vandersteen    | Ian Schumacher   |
| Mannen  | 6   | 19 juni      | Sittard    | Daan Soete        | Jens Adams                 | Erno McCrae          | Ian Schumacher   |
| Mannen  | 7   | 26 juni      | Houffalize | Clement Horny     | Chris van Dijk             | Arne Janssens        | Ian Schumacher   |
| Mannen  | 8   | 25 september | Wetter     | Maximilian Brandl | David List                 | Lennar-Jan Krayer    |                  |
| Vrouwen | Nr. | Datum        | Plaats     | Goud              | Zilver                     | Brons                | Leider           |
| Vrouwen | 1   | 17 april     | Oldenzaal  | Larissa Hartog    | Romana Carfora             | Rosa van Doorn       | Larissa Hartog   |
| Vrouwen | 2   | 1 mei        | Wijster    | Fem van Empel     | Puck Pieterse              | Sophie von Berswordt | Larissa Hartog   |
| Vrouwen | 3   | 15 mei       | Eupen      | Larissa Hartog    | Conline Clauzure           | Femke Mossinkoff     | Larissa Hartog   |
| Vrouwen | 4   | 22 mei       | Saalhausen | Lotte Koopmans    | Theresia Schwenk           | Rosa van Doorn       | Larissa Hartog   |
| Vrouwen | 5   | 6 juni       | Genk       | Fem van Empel     | Ceylin Del Carmen Alvarado | Larissa Hartog       | Larissa Hartog   |
| Vrouwen | 6   | 19 juni      | Sittard    | Puck Pieterse     | Fem van Empel              | Emeline Detilleux    | Larissa Hartog   |
| Vrouwen | 7   | 26 juni      | Houffalize | Puck Pieterse     | Emeline Detilleux          | Romana Carfora       | Larissa Hartog   |
| Vrouwen | 8   | 25 september | Wetter     | Lotte Koopmans    | Githa Michiels             | Theresia Schwenk     |                  |

### 2023
| Mannen  | Nr. | Datum        | Plaats     | Goud                     | Zilver             | Brons              | Leider            |
| ------- | --- | ------------ | ---------- | ------------------------ | ------------------ | ------------------ | ----------------- |
| Mannen  | 1   | 9 april      | Oldenzaal  | Jarne Vandersteen        | Morris Gruiters    | Frits Biesterbos   | Jarne Vandersteen |
| Mannen  | 2   | 1 mei        | Wijster    | Rens Teunissen van Manen | Clement Horny      | David Nordemann    |                   |
| Mannen  | 3   | 7 mei        | Sittard    | Pierre de Froidmont      | Martins Blums      | Clement Horny      |                   |
| Mannen  | 4   | 14 mei       | Eupen      | Niels Derveaux           | Erno McCrae        | Kas van Geest      |                   |
| Mannen  | 5   | 29 mei       | Genk       | Clement Horny            | Chris van Dijk     | Arne Janssens      |                   |
| Mannen  | 6   | 18 juni      | Saalhausen | Tobias Steinhart         | Jarne Vandersteen  | Brian Schouteden   |                   |
| Mannen  | 7   | 25 juni      | Houffalize | Jarne Vandersteen        | Théo Demarcin      | Niklas Schehl      |                   |
| Mannen  | 8   | 10 september | Winterberg | Brian Schouteden         | Benjamin Muth      | Osswald Luis       |                   |
| Vrouwen | Nr. | Datum        | Plaats     | Goud                     | Zilver             | Brons              | Leider            |
| Vrouwen | 1   | 9 april      | Oldenzaal  | Rosa van Doorn           | Sara Öberg         | Romana Carfora     | Rosa van Doorn    |
| Vrouwen | 2   | 1 mei        | Wijster    | Puck Pieterse            | Lotte Koopmans     | Rosa van Doorn     |                   |
| Vrouwen | 3   | 7 mei        | Sittard    | Anne Tauber              | Puck Pieterse      | Fem van Empel      |                   |
| Vrouwen | 4   | 14 mei       | Eupen      | Annemijn van Limpt       | Anaelle Henry      | Femke Mossinkoff   |                   |
| Vrouwen | 5   | 29 mei       | Genk       | Rosa van Doorn           | Lotte Koopmans     | Femke Mossinkoff   |                   |
| Vrouwen | 6   | 18 juni      | Saalhausen | Femke Mossinkoff         | Romana Carfora     | Annemijn van Limpt |                   |
| Vrouwen | 7   | 25 juni      | Houffalize | Jette Aelken             | Annemijn van Limpt | Anaelle Henry      |                   |
| Vrouwen | 8   | 10 september | Winterberg | Annemijn van Limpt       | Fenna Hoegee       | Femke Mossinkoff   |                   |

### 2024
| Mannen  | Nr. | Datum       | Plaats     | Goud                     | Zilver            | Brons                    | Leider                   |
| ------- | --- | ----------- | ---------- | ------------------------ | ----------------- | ------------------------ | ------------------------ |
| Mannen  | 1   | 31 maart    | Oldenzaal  | Rens Teunissen van Manen | Jarne Vandersteen | Brian de Vries           | Rens Teunissen van Manen |
| Mannen  | 2   | 7 april     | Sittard    | Chris van Dijk           | Oscar Lind        | Rens Teunissen van Manen |                          |
| Mannen  | 3   | 5 mei       | Eupen      | Pierre de Froidmont      | Arne Janssens     | Kas van Geest            |                          |
| Mannen  | 4   | 19 mei      | Genk       | Clément Horny            | Morris Gruijters  | Théo Demarcin            |                          |
| Mannen  | 5   | 2 juni      | Wijster    | Rens Teunissen van Manen | Daan Soete        | Kas van Geest            |                          |
| Mannen  | 6   | 16 juni     | Saalhausen | Tobias Steinhart         | Tobias Konig      | Kas van Geest            |                          |
| Mannen  | 7   | 30 juni     | Houffalize | Antoine Jamin            | Clément Horny     | Jarne Vandersteen        |                          |
| Mannen  | 8   | 8 september | Winterberg |                          |                   |                          |                          |
| Vrouwen | Nr. | Datum       | Plaats     | Goud                     | Zilver            | Brons                    | Leider                   |
| Vrouwen | 1   | 31 maart    | Oldenzaal  | Grace Inglis             | Lotte Koopmans    | Femke Mossinkoff         | Grace Inglis             |
| Vrouwen | 2   | 7 april     | Sittard    | Lotte Koopmans           | Flavie Guille     | Romana Carfora           |                          |
| Vrouwen | 3   | 5 mei       | Eupen      | Puck Pieterse            | Emeline Detilleux | Lotte Koopmans           |                          |
| Vrouwen | 4   | 19 mei      | Genk       | Lotte Koopmans           | Romana Carfora    | Femke Mossinkoff         |                          |
| Vrouwen | 5   | 2 juni      | Wijster    | Lotte Koopmans           | Romana Carfora    | Femke Mossinkoff         |                          |
| Vrouwen | 6   | 16 juni     | Saalhausen | Romana Carfora           | Femke Mossinkoff  | Annemijn van Limpt       |                          |
| Vrouwen | 7   | 30 juni     | Houffalize | Lotte Koopmans           | Romana Carfora    | Anaelle Henry            |                          |
| Vrouwen | 8   | 8 september | Winterberg |                          |                   |                          |                          |

Kampioenschappen:  Olympische Spelen ·
 Wereldkampioenschappen ·
WK marathon ·
 Europese kampioenschappen
 Belgie ·
 Denemarken ·
 Duitsland ·
 Finland ·
 Frankrijk ·
 Groot-Brittannië ·
 Italie ·
 Nederland ·
 Oostenrijk ·
 Polen ·
 Zwitserland
Klassementen:  Wereldbeker ·
 3 Nations Cup
Meerdaagse wedstrijden  Cape Epic ·
 Transalp Challenge ·
 Crocodile Trophy ·
 Belgian Mountainbike Challenge
Eendaagse wedstrijden:  Grand Prix d’Europe ·
 Hondsrug Classic ·
 Roc d'Ardenne ·
 Roc d'Azur ·
 Salzkammergut Trophy ·
 Sea Otter Classic ·
 Stappenbelt MTB Trophy
Strandraces:  De Panne Beach Endurance ·
 Egmond-pier-Egmond ·
 Hoek van Holland-Den Helder
Historisch:  Benelux Cup ·  Belgian MTB Grand Prix ·  MTB Topcompetitie